# Игнаци Токарчук
Игна̀ци Ма̀рчин Тока̀рчук (на полски: Ignacy Marcin Tokarczuk) (роден на 1 февруари 1918 г. в Любянки Вижше, починал на 29 декември 2012 г. в Пшемишъл) е полски римокатолически духовник, доктор по философия, епископ на Пшемишълската епархия в периода 1966 – 1993 г. (през 1992 – 1993 архиепископ митрополит), в периода 1991 – 1992 г. архиепископ ad personam, от 1993 старши епископ на Пшемисълска епархия. Кавалер на Ордена на Белия Орел.

## Биография
Роден е на 1 февруари 1918 г. в Любянки Вижше. През 1931 – 1937 г. е ученик в Държавна гимназия „Хенрик Сенкевич“ в Збараж (на полски Zbaraż), където през 1937 г. полага зрелостен изпит. През 1937 г. започва следването си по специалност философска теология във Факултета по теология на Университета „Ян Кажимеж“ и същевременно се обучава за свещеник в Митрополитската висша духовна семинария в Лвов. През есента на 1939 г., след като Лвов е завладян от Съветския съюз и факултетът, както и семинарията са ликвидирани, той е принуден да прекъсне следването си. До септември 1940 г. се укрива в Любянки Вижше, поради опасността да бъде принудително взет като наборник в редовете на Червената армия. През 1940 – 1942 г. в условия на конспирация продължава следването си в Лвовската семинария. Ръкоположен е за презвитер на 21 юни 1942 г. в църквата на семинарията в Лвов от местния викариен епископ Еугениуш Бажяк. В периода 1946 – 1949 г. допълва образованието си в Направление Социално-икономически проблеми на селото към Факултета по Икономика и право на Люблинския католически университет, а през 1947 – 1950 г. следва във Философски факултет на същото висше училище, където през 1950 г. придобива степен магистър, а през 1951 г. и степен доктор въз основа на защитена дисертация на тема „Зависимост на индивидуалното и социалното развитие на човека от материалните блага според науката на Св. Тома Аквински“ (на полски „Zależność rozwoju indywidualno-społecznego człowieka od dóbr materialnych w nauce św. Tomasza z Akwinu“.
От август 1942 г. е викарий в енория „Св. епископ Станислав“ в Злотники, където се ангажира с тайна преподавателска дейност. През февруари 1944 г., предупреден, че Украинската въстаническа армия е издала смъртна присъда за него, избягва в Лвов. Работи като викарий в местната енория „Св. Мария Магдалена“. През ноември 1945 г. е отстранен от града и през Ланцут заминава за Катовице. Там, през декември 1945 г. става викарий в енория „Христос крал“. Няколко месеца по-късно, след като влиза в конфликт с местните активисти на Полската работническа партия, е изпратен да следва в Люблинския католически университет, благодарение на което успява да избегне репресиите. В периода на следването си 1947 – 1950 г, извършва свещеническа дейност в Лемборк и организационна дейност в енория „Св. Архангел Михаил“ в Лебуня (на полски Łebunia). В периода 1951 – 1952 г. изпълнява функцията на капелан на студентките от Люблинския католически университет. През 1952 г. заминава за Олщин, отказвайки се от работата си в Люблинския католически университет в знак на протест против въвеждането в университета на комунистическия Съюз на полската младеж. Във Варминска епархия помага в свещеническата дейност в Ожехов и в Плюски, в периода 1953 – 1956 г. е администратор на енория „Св. Вавжинец“ в Гутков, от 1957 г. до 1959 г. ръководи академичната духовна общност на студентите от Висшето стопанско училище в Кортов, а през 1959 г. встъпва в длъжност просинодален съдия в епископския съд в Олщин.
През 1947 г. става младши асистент в Стопанската семинария, а през 1951 г. – асистент във Философски факултет на Люблинския католически университет. В периода 1951 – 1952 г. води семинари в същия университет, а във Висшата духовна семинария в Люблин води занятия по философия. От 1952 г. до 1962 г. преподава философски дисциплини и католически обществени науки във висшата духовна семинария „Hosianum“ в Олщин. В периода 1962 – 1965 г. е назначен за адюнкт в Секция по пасторална теология във Факултета по теология на Люблинския католически университет. През 1964 г. става член на Комисията по студентски въпроси и втори заместник-директор на интерната свещеници-студенти в Люблин.
Става епископ в резултат на недоглеждане от страна на властите на Полската народна република, които пропускат срока, в който могат да наложат вето върху избора на кандидата, когото не одобряват.
На 3 декември 1965 г. папа Павел VI го номинира за епископ на Пшемисълска епархия. Официално приема длъжността на 21 декември 1965 г. На 6 февруари 1966 г. тържествено е ръкоположен за епископ в катедралната базилика „Успение Богородично и Св. Йоан Кръстител“ в Пшемисъл. Ръкополагането се извършва от Кардинал Стефан Вишински, примас на Полша, заедно с пшемисълските помощник-епископите: Войчех Томака и Станислав Якел. За свое епископско призвание избира думите „Deus Caritas“ (Бог е любов).
Като епископ на епархията препоръчва да се построи нова сграда на семинарията. Въвежда реформа в теологическото образование. Съдейства за възобновяването през 1975 г. на колегиатските капитули в Ярослав и Бжозов. Въпреки че комунистическата власт забранява строежа на катедрали и налага наказания на строителите по време на неговото епископство в Пшемисълската епархия са построени 430 католически храма. Определя 220 нови енории, значително увеличава броя на деканатите и през 1978 г. разделя епархията на 10 архипрезвитериата. Подкрепя демократичната опозиция от Комитета за защита на работниците, Движението за защита на правата на човека и гражданина, Комитета за самозащита на люблинските селски земи и Независимия самоуправляем профсъюз „Солидарност“. Заради безкомпромисното си отношение към Полската народна република и най-вече заради изказванията си против изкривяванията в системата и атеизацията на обществото е преследван от властите и службите за сигурност. Наричат го „непоколебимият епископ“. На 2 юни 1991 г., когато в Жешов по време на IV си апостолско пътуване до Полша му гостува папа Йоан Павел II, той е издигнат до ранг архиепископ ad personam, а на 25 март 1992 г. е определен за митрополит на новосъздадената Пшемисълска митрополия. Палиумът на митрополит получава на 29 юни 1992 г. в базилика „Св. Петър“ в Рим. На 17 април 1993 г. Йоан Павел II приема отказа му от длъжността архиепископ на Пшемисълска митрополия.
В рамките на работата си в Полския епископат е член на Главния съвет (1967 – 1993), председател на Комисията „Iustitia et Pax“ (1970 – 1972), член на Комисията по въпросите на общата духовническа служба (1967 – 1989) и на Комисията за строителство на католически храмове. През 1967 г. примас Стефан Вишински го назначава в Общата комисия на Полския епископат и правителството на Полската народна република. Тази номинация предизвиква протест от страна на правителството, което спира работата на комисията до 1980 г. В периода 1990 – 1991 г. е съпредседател на Общата комисията на Полския епископат и правителството на Република Полша. През 1987 г. взема участие в Епископския синод в Рим.
Ръкополага пшемисълските помощник-епископи: Тадеуш Блашкевич (1970), Стефан Москва (1984), Едвард Бялогловски (1988) и Едвард Франсковски (1989).
Умира на 29 декември 2012 г. в Пшемисъл. На 2 януари 2013 г. е погребан в криптата на пшемисълската катедрала.
Вуйчо е на политика Антони Токарчук.

## Отличия, титли, награди. В негова памет
На 3 май 2006 г. е награден от президента на Република Полша Лех Качински с Орден на Белия орел. През 2007 – 2009 г. е член на Капитула на този орден.
Титлата доктор хонорис кауза му присъждат Академията по католическа теология във Варшава (1991)и Жешовския университет (2009). През 2006 г. се състои тържествено възобновяване на докторската му степен в Люблинския католически Университет.
Почетен гражданин на: Пршемисъл (1993), Жешов (1994), Сталова воля (1994), Ярослав (1995), Ясло (1998) и Ланцут (2006).
Получава Кръст на защитниците на Лвов (1981), Почетен знак на войник от Армия Крайова Корпус „Йодла“ (1981), Кръст на защитата на Лвов 1939 – 1944 (1987), Отличие на Лвовска територия на Армия Крайова, почетен знак „Заслужил за Подкарпатско войводство“. Отличен е с наградата на фондация „Янина Лаврук“ за спасяване на гръко-католически църкви (1979), медал на Полското дружество по туризъм и странознание (PTTK) „за помощ и сътрудничество“ (1990), двукратно награден с медал „Франчишек Котула“ – за принос в спасяването и в развитието на забележителностите на сакралната култура на Подкарпатието (1991) и за подкрепа творците и изследователите на културата в Жешовски регион (1994). Освен това е отличен с награда „Влоджимеж Петшак“, награда „Кардинал Стефан Вишински“ (1996), медал Polonia Mater Nostra Est (2003), награда „Свидетел на историята“ (2012). Почетен член на: Независим самоуправляем профсъюз „Солидарност“ (1995), Съюз на сибирняците Сдружение за помощ „Брат Алберт“. Носител на титлата Малополянин на годината Roku 1997.
През 2006 в Сандомеж е открит Център за изследване на мисълта и делото на архиепископ Токарчук.
На 28 юни 2017 г. Сеймът на Република Полша решава 2018 г. да бъде обявена за година на архиепископ Игнаци Токарчук.